# Lista do Patrimônio Mundial no Uzbequistão
A Organização das Nações Unidas para a Educação, a Ciência e a Cultura (UNESCO) propôs um plano de proteção aos bens culturais do mundo, através do Comité sobre a Proteção do Património Mundial Cultural e Natural, aprovado em 1972. Esta é uma lista do Patrimônio Mundial existente no Uzbequistão, especificamente classificada pela UNESCO e elaborada de acordo com dez principais critérios cujos pontos são julgados por especialistas na área. O Uzbequistão, país da Ásia Central de relevante legado cultural turcomano, ratificou a convenção em 13 de janeiro de 1993, tornando seus locais históricos elegíveis para inclusão na lista.
O sítio Itchan Kala foi o primeiro local do Uzbequistão incluído na lista do Patrimônio Mundial da UNESCO por ocasião da 14ª Sessão do Comitè do Património Mundial, realizada em Banff (Canadá) em 1990. Desde a mais recente inclusão, o Uzbequistão totaliza 7 sítios classificados como Patrimônio da Humanidade, sendo 5 deles de interesse Cultural e 2 de interesse Natural. 

## Bens culturais e naturais
O Uzbequistão conta atualmente com os seguintes lugares declarados como Patrimônio da Humanidade pela UNESCO:
| | Itchan Kala |
| Bem cultural inscrito em 1990. |             |
| Localização: Corásmia |             |
| Protegida por uma parede de tijolos com cerca de 10 metros de altura, Itchan Kala é a cidadela do antigo oásis de Khiva, a última etapa das caravanas antes de iniciar a travessia do deserto em direção ao Irã. Embora tenha preservado alguns monumentos antigos, este local é um exemplo consistente e bem preservado da arquitetura muçulmana da Ásia Central. Edifícios notáveis incluem a Mesquita Djuma e os dois magníficos palácios construídos no início do século XIX por Khan Alla Kulli, bem como vários mausoléus e madrassas. (UNESCO/BPI) |             |

| | Centro Histórico de Bucara |
| Bem cultural inscrito em 1993. |                            |
| Localização: Bucara |                            |
| Localizada na Rota da Seda, Bucara tem mais de 2.000 anos. É o exemplo mais completo de uma cidade medieval da Ásia Central e seu tecido urbano original foi preservado em sua maior parte intacto. Tem muitos monumentos, incluindo o famoso túmulo de Ismail Samani, uma obra-prima da arquitetura muçulmana do século X, e várias madrasas do século XVII. (UNESCO/BPI) |                            |

| | Centro histórico de Xacrisabez |
| Bem cultural inscrito em 2000, perigo desde 2016. |                                |
| Localização: Casca Dária |                                |
| O centro histórico de Xacrisabez tem edifícios monumentais e vários bairros antigos que testemunham a sua história secular e, mais especificamente, o período de seu apogeu sob o reinado de Amir Temur e os Timurids (séculos XV e XVI). (UNESCO/BPI) |                                |

| | Samarcanda - Cruzamento de culturas |
| Bem cultural inscrito em 2001. |                                     |
| Localização: Samarcanda |                                     |
| A cidade histórica de Samarcanda era uma encruzilhada e um caldeirão de culturas de todo o mundo. Fundada no século 7 aC. Sob o nome de Afrasyab, atingiu seu apogeu nos séculos XIV e XV sob os timúridas. Seus principais monumentos incluem a mesquita e as madraças do Reguistão, a Mesquita Bibi-Khanum, os conjuntos arquitetônicos Shah i-Zinda e Gur i-Emir e o observatório Ulugh-Beg. (UNESCO/BPI) |                                     |

| | Tian Shan Ocidental |
| Bem natural inscrito em 2016. |                     |
| Este bem é compartilhado com: Cazaquistão e Quirguistão. |                     |
| Localização: Tasquente |                     |
| Este sítio transnacional da Ásia Central está localizado na cordilheira Tien-Shan, uma das sete maiores do mundo. Os diferentes elementos de seu sistema montanhoso têm altitudes que variam entre 700 e 4.503 metros. É um local com uma grande diversidade de paisagens que abrigam uma biodiversidade excepcionalmente rica. A região ocidental de Tien-Shan é importante globalmente como um centro de origem para várias espécies de árvores frutíferas cultivadas, bem como por sua grande diversidade de tipos florestais e associações de plantas únicas. Este sítio transnacional da Ásia Central está localizado na cordilheira Tien-Shan, uma das sete maiores do mundo. Os diferentes elementos de seu sistema montanhoso têm altitudes que variam entre 700 e 4.503 metros. É um local com uma grande diversidade de paisagens que abrigam uma biodiversidade excepcionalmente rica. A região ocidental de Tien-Shan é importante globalmente como um centro de origem para várias espécies de árvores frutíferas cultivadas, bem como por sua grande diversidade de tipos florestais e associações de plantas únicas. (UNESCO/BPI) |                     |

| | Desertos invernais frios de Turan |
| Bem natural inscrito em 2023. |                                   |
| Localização: Caracalpaquistão |                                   |
| Este bem é compartilhado com: Cazaquistão e Turquemenistão. |                                   |
| Esta propriedade transnacional compreende catorze partes componentes encontradas ao longo das regiões áridas da zona temperada da Ásia Central entre o Mar Cáspio e as altas montanhas turanianas. A área está sujeita a condições climáticas extremas com invernos rigorosos e verões intensos, e apresenta uma fauna e flora excepcionalmente diversa que se adaptou às condições difíceis. A propriedade também representa uma considerável diversidade de ecossistemas de deserto, abrangendo uma distância de mais de 1.500 quilômetros de leste a oeste. Cada um dos sítios componentes complementa o outro em termos de biodiversidade, tipos desérticos e processos ecológicos decorrentes. (UNESCO/BPI) |                                   |

| Necrópole de Chor-Bakr, no antigo Corredor Zarafshan-Karakum. | Rotas da Seda: Corredor Zarafshan-Karakum |
| Necrópole de Chor-Bakr, no antigo Corredor Zarafshan-Karakum. | Bem cultural inscrito em 2023. |
| Necrópole de Chor-Bakr, no antigo Corredor Zarafshan-Karakum. | Localização: Navoi / Samarcanda |
| Necrópole de Chor-Bakr, no antigo Corredor Zarafshan-Karakum. | Este bem é compartilhado com: Tajiquistão e Turquemenistão. |
| Necrópole de Chor-Bakr, no antigo Corredor Zarafshan-Karakum. | O Corredor Zarafshan-Karakum é uma seção significativa das Rotas da Seda na Ásia Central que interliga outras vias por todas as direções. Situado entre montanhas escarpadas, vales fluviais férteis e desertos inabitáveis, o correr de 866 quilômetros percorre de leste a oeste ao longo do rio Zeravshan e mais ao sudoeste seguindo os antigos caminhos de caravanas que cruzavam o Deserto de Karakum até o oásis de Merv. Canalizou grande parte do intercâmbio latitudinal ao longo das Rotas da Seda desde o século II a.C. até o século XVI de nossa era. Povos viajaram, residiram, conquistaram ou foram derrotados nesta área, convertendo-a em um crisol de etnias, culturas, religiões, ciências e tecnologias. (UNESCO/BPI) |

## Lista Indicativa
Em adição aos sítios inscritos na Lista do Patrimônio Mundial, os Estados-membros podem manter uma lista de sítios que pretendam nomear para a Lista de Patrimônio Mundial, sendo somente aceitas as candidaturas de locais que já constarem desta lista. Desde 2008, o Uzbequistão possui 33 locais na sua Lista Indicativa.